# کروتیل الکل
کروتیل الکل (به انگلیسی: Crotyl alcohol) با فرمول شیمیایی C۴H۸O یک ترکیب شیمیایی است. که جرم مولی آن ۷۲٫۱۰ g/mol می‌باشد. 